# Michael Schrader
Michael Schrader (Duisburgo, Alemania, 1 de julio de 1987) es un atleta alemán, especialista en la prueba de decatlón, con la que llegó a ser subcampeón mundial en 2013.

## Carrera deportiva
En el Mundial de Moscú 2013 gana la medalla de plata en la competición de decatlón, tras el estadounidense Ashton Eaton y por delante del canadiense Damian Warner.